# 國會街 (多倫多)
國會街是加拿大安大略省多倫多市中心東部的一條南北向街道。該街道從布魯亞街延伸至皇后碼頭，是當河以西的第一條主要街道。

## 路線概述
國會街始於皇后碼頭，靠近安大略湖湖岸及多倫多港，該地區經是多倫多工業中心，但大部分現已廢棄。在賈丁納高速公路以北的國會街路段為聖羅倫斯社區的東部邊界，該街區以前是一個工業區，現已按照珍·雅各的規定重新開發為混合收入及混合用途社區。國會街以東是釀酒廠區，是一組維多利亞時代的工業建築，現已改建為商業及文化中心。
國會街位於皇后街以北，經過摩士公園及麗晶園社區。兩者都是在20世紀50年代及60年代貧民窟清理計劃期間建造的一系列公寓樓。麗晶園是多倫多第一個此類項目，但一直受到高犯罪率及貧困的困擾，目前正在翻修。
介乎芝蘭街與韋斯里街之間國會街街區是椰菜城社區的主要商業區。椰菜城原本是一個貧窮的愛爾蘭移民社區，但近幾十年來迅速士紳化。
聖占士城位於韋斯里街以北，國會街以西，是一片公寓樓群，是加拿大密度最高的社區。街道的另一邊是聖雅各墳場，多倫多最古老的公墓之一。

## 地標
國會街沿線從南到北的地標及著名景點如下：
| 地標                     | 路口                            | 圖像 |
| ------------------------ | ------------------------------- | ---- |
| Victory Soya Mills Silos | 皇后碼頭                        |      |
| 釀酒廠區                 | 妙街（Mill Street）             |      |
| 摩士公園                 | 皇后街                          |      |
| 麗晶園                   | 登打士街                        |      |
| 溫車士打酒店             | 溫車士打街（Winchester Street） |      |
| 聖占士城                 | 韋斯里街（Wellesley Street）    |      |
| 聖雅各墳場               | 韋斯里街                        |      |